# 2008 في تايلاند
فيما يلي قوائم الأحداث التي وقعت خلال عام 2008 في تايلاند.

## سياسة

### تعيين في المنصب
- 6 فبراير – ساماك سوندارافيج رئيس وزراء تايلاند.

### انتهاء فترة المنصب
- 8 سبتمبر – ساماك سوندارافيج رئيس وزراء تايلاند.

## رياضة
- 1 يناير – الدوري التايلاندي الممتاز 2008 الفائز نادي بوريرام يونايتد.

## وفيات

### سبتمبر
- 9 سبتمبر – نوهاك عقيلته (مواليد 1910) سياسي لاوسي.[1]